# Roselia
Roselia（ロゼリア）は、メディアミックス作品「BanG Dream!」に登場する架空の5人組ガールズバンド、およびそのキャラクターの声を担当する声優たちによる実在するバンド形式の5人組女性声優ユニット の名称である。テーマカラーは■DARK BLUE。現実世界における所属レーベルはブシロードミュージック。
各メンバーの担当声優が作中キャラクターにちなんだ楽器を実際に演奏する。楽曲制作はElements Gardenとゲーム『バンドリ！ ガールズバンドパーティ！』を開発するCraft Eggとの話し合いの上で制作されている。
ゴシックをユニットのコンセプトとしており、アニメ!アニメ!のハシビロコはRoseliaの特徴について「重みのあるサウンドとダークな世界観」と表現している。また、ハシビロコは、バンドのカバー楽曲は壮大なアレンジが多いと述べている。

## メンバー
紗夜とリサが劇中で使用している楽器は、ESP製による完全同一仕様 のものと、「BanG Dream!」ブランド製によるコストパフォーマンスモデルが発売されている。後者の「BanG Dream!」ブランド製は、12フレットに「ROSELIA」という文字が書かれたインレイになっているなどの違いがある。
なお、ベース・今井リサ役を務めた遠藤ゆりかの芸能界引退に伴い、2018年5月13日に声優及びベース担当が中島由貴に交代、同日のライブで最初で最後の「遠藤と中島、新旧メンバーの揃い踏み」となった。Roseliaメンバーは「遠藤や中島を含めた演者とキャラクター、総勢11人でこれからも頂点を目指す」と語っている。
2018年6月30日、キーボード・白金燐子役の明坂聡美が、突発性難聴から継続的なバンド音楽活動が困難との医師の診断を受けたことにより、同年9月17日開催のライブイベントをもってRoseliaの活動から卒業することが発表された。同年8月1日より同役の新メンバーオーディションを実施し、2018年11月7日に開催された「Roselia Live Vier」にて志崎樺音が役を引き継ぐことが発表された。役としての正式な交代時期は、2019年1月より放送のテレビアニメ「BanG Dream! 2nd Season」。『ガルパ』内での変更時期は2019年3月16日の配信開始2周年のアップデート以降となる。また、既存ボイスに関しても順次差し替えられる。
| 名前/読み                 | 担当声優   | 身長  | 誕生日   | 担当楽器   | メンバーカラー   |
| ------------------------- | ---------- | ----- | -------- | ---------- | ---------------- |
| みなと ゆきな 湊 友希那   | 相羽あいな | 155cm | 10月26日 | ボーカル   | バイオレット     |
| ひかわ さよ 氷川 紗夜     | 工藤晴香   | 161cm | 3月20日  | ギター     | ターコイズブルー |
| いまい りさ 今井 リサ     | 中島由貴   | 158cm | 8月25日  | ベース     | カーマインレッド |
| うだがわ あこ 宇田川 あこ | 櫻川めぐ   | 148cm | 7月3日   | ドラム     | マゼンタパープル |
| しろかね りんこ 白金 燐子 | 志崎樺音   | 157cm | 10月17日 | キーボード | シルバーグレー   |

相羽あいな（ボーカル担当、湊友希那 役）

工藤晴香（ギター担当、氷川紗夜 役）
使用楽器はESPのM-IIをベースにしたカスタムモデルで、正式名称は「M-II ROSELIA SAYO」。12フレットを中心にバラをモチーフにしたインレイが入っている。
中島由貴（ベース担当、今井リサ 役〈2代目〉）
遠藤ゆりかの卒業（引退）に伴い、3rdライブより「6人目のRoselia」として加入。
ESP製のベースを使用。現在は生産終了となっている初代BOTTOM LINEをベースにしたカスタムモデルで、「BTL ROSELIA LISA」が正式名称。「M-II ROSELIA SAYO」と同じく、12フレットを中心にバラをモチーフにしたインレイが入っている。
櫻川めぐ（ドラム担当、宇田川あこ 役）
使用ドラムはDW社製。また、あこのシグネイチャードラムスティックが発売されている。
志崎樺音（キーボード担当、白金燐子 役〈2代目〉）
明坂聡美の卒業に伴い、2018年8月1日より実施された新メンバーオーディションに合格し、4thライブより正式加入した。声優は本作が初挑戦となる。
使用楽器はローランドJUNO-DSとFA-08。

### 旧メンバー
遠藤ゆりか（ベース担当、今井リサ 役〈初代〉）
2018年5月13日開催の5thライブをもって卒業、同年6月1日のラストソロライブをもって芸能界を引退。最終所属はスワロウ。
アニメでの今井リサ役は、2018年7月より放送の「BanG Dream! ガルパ☆ピコ」から後任の中島が担当している。
『ガルパ』内では、同年5月21日よりボイスが随時差し替えられ、10月5日のアップデートで概ね全てが差し替えられた。なお、既存楽曲のボイス差し替えの予定はない。
明坂聡美（キーボード担当、白金燐子 役〈初代〉）
2018年9月17日開催の「Roselia Fan Meeting 2018」をもって卒業。卒業時の所属はアミュレート。
アニメでの白金燐子役は、2019年1月より放送の「BanG Dream! 2nd Season」から後任の志崎が担当している。
『ガルパ』内では、変更時期は2019年3月16日の配信開始2周年のアップデート以降、既存ボイスを含め順次差し替えられている。なお、既存楽曲のボイス差し替えの予定はない。

## 来歴

### 2016年
- 9月17日、東京ゲームショウのブシロードブースにて、特別ゲストとして出演[1]。

### 2017年
- 2月5日、約半年間の練習期間を経て[17]、Poppin'Partyの単独3rdライブ「BanG Dream! 3rd☆LIVE Sparklin' PARTY 2017!」にシークレットゲストとして出演[10]。
- 4月19日、1stシングル「BLACK SHOUT」発売。初週に約1.1万枚を売り上げ、オリコン週間7位を記録した（2017年5月時点での本プロジェクト関連作品の最高順位を更新する）[18]。
- 6月28日、2ndシングル「Re:birth day」発売[19]。
- 6月30日・7月29日、1stライブ「Roselia 1st Live Rosenlied」開催。
- 8月30日、3rdシングル「熱色スターマイン」発売。
- 10月8日、2ndライブ「Roselia 2nd Live Zeit」開催。
- 10月18日、ラジオ『RoseliaのRADIO SHOUT!』放送開始[20]
- 11月29日、4thシングル「ONENESS」発売。

### 2018年
- 3月21日、5thシングル「Opera of the wasteland」発売。
- 5月2日、1stアルバム「Anfang」発売[21]。
- 5月9日、Amazon Music Unlimited『Side by Side Roselia』が配信開始。相羽あいな（湊友希那 役）がバンドの楽曲紹介を行う。
- 5月13日、3rdライブ「BanG Dream! 5th☆LIVE Day2:Roselia -Ewigkeit-」開催。今井リサ役の遠藤が卒業し、後任として中島が加入。最初で最後の「遠藤と中島の揃い踏み」となった[5][12]。
- 7月25日、6thシングル「R」発売。テレビ番組『2018 FNSうたの夏まつり』（フジテレビ系）に出演し、『ラブライブ!サンシャイン!!』のAqoursと共演する[22]。
- 8月1日 - 13日、キーボード・白金燐子役の新メンバーオーディションを実施[23][24]。
- 8月31日、Roselia 1st写真集「Ehre」発売[25]。
- 9月17日、カルッツかわさきにおいて「Roselia Fan Meeting 2018」を開催[26]。本公演をもって明坂がRoseliaの活動から卒業[8]。新メンバー加入まで相羽・工藤・中島・櫻川の4名体制での活動を開始[9]。
- 11月7日、4thライブ「Roselia Live Vier」を開催[注 7]。明坂の後任として志崎が加入。再び5人体制での活動を開始した。
- 12月7日、BanG Dream! 6th☆LIVE Day1:RAISE A SUILEN「Brave New World」にオープニングアクトとして参加[27]。
- 12月12日、7thシングル「BRAVE JEWEL」発売。

### 2019年
- 2月19日、テレビ番組『沼にハマってきいてみた「バンドリ」』（NHK Eテレ）に出演する[28]。
- 2月20日、8thシングル「Safe and Sound」が発売。
- 2月21日、『BanG Dream! 7th☆LIVE Day1「Hitze」』を開催。
- 7月24日、9thシングル「FIRE BIRD」が発売。
- 8月3日・4日、単独ライブ「Flamme」/「Wasser」を開催。
- 11月6日、2017年から2018年にかけて行われた単独ライブの映像をまとめたBlu-ray「Roselia 2017-2018 LIVE BEST -Soweit-」発売。
- 11月30日・12月1日、RAISE A SUILENとの合同ライブ「Rausch und/and Craziness」を開催。ライブ前日の11月29日には「Rausch und/and Craziness」前日祭が東京ビッグサイトにて開催。ライブグッズ先行販売のほか出展・展示などが実施される。さらに、追加公演として、Roseliaの単独公演「Rausch」が2020年2月1日に武蔵野の森総合スポーツプラザにて、RAISE A SUILENの単独公演「Craziness」が2020年2月9日に静岡エコパアリーナにて、それぞれ開催される。

### 2020年
- 1月2日、フジテレビで放送の「オダイバ!!超次元音楽祭」に出演する。
- 1月15日、10thシングル「約束」発売。
- 1月16日、Zepp Nagoyaにて「RoseliaのRADIO SHOUT!」単独トークイベント『RoseliaのRADIO SHOUT! -Lachen- in Nagoya』が開催[29]。
- 3月7日、第14回声優アワードにて歌唱賞を受賞[30]。
- 7月15日、2ndアルバム「Wahl」発売。
- 8月21日、富士急ハイランド・コニファーフォレストにて開催される「BanG Dream! 8th☆LIVE 夏の野外3DAYS」にてDAY1に出演。
- 12月12日、RAISE A SUILENとの合同オンラインライブ「Rausch und/and Craziness-interlude-」を開催。
- 12月30日、幕張メッセにて開催予定だった「COUNTDOWN JAPAN 20-21」のDAY3に出演予定だったが、開催中止となる[31]。

### 2021年
- 1月20日、11thシングル「ZEAL of proud」発売。
- 2月22日、RAISE A SUILENとの合同ライブ「Rausch und/and CrazinessII」を開催。
- 4月23日、劇場作品「BanG Dream! Episode of Roselia I：約束」を公開。
- 6月25日、劇場作品「BanG Dream! Episode of RoseliaⅡ : Song I am.」を公開。
- 6月30日、ミニアルバム「劇場版「BanG Dream! Episode of Roselia」Theme Songs Collection」発売。
- 8月21日・22日、Poppin’Partyとの合同ライブ「BanG Dream! 9th☆LIVE The Beginning」を開催。
- 11月20日、Poppin’Partyと供に「ANIMAX MUSIX 2021」に出演。
- 12月15日、Blu-ray「劇場版「BanG Dream! Episode of Roselia Ⅰ : 約束」」と「劇場版「BanG Dream! Episode of Roselia Ⅱ : Song I am.」を同時発売。
- 12月11日・12日、単独ライブ「Edelstein」を開催。

### 2022年
- 5月18日、ミニアルバム「ROZEN HORIZON」発売。
- 5月21日・22日、単独ライブ「Episode of Roselia」を富士急ハイランド・コニファーフォレストにて開催[32][33]。
- 9月22日、BanG Dream! 10th☆LIVEのDAY1として単独ライブ「Sonnenschein」を有明アリーナにて開催。
- 10月26日、12thシングル「Swear 〜Night & Day〜」発売。
- 11月12日、ベルーナドームにて開催された「BanG Dream! Special☆LIVE Girls Band Party! 2020→2022」に参加。
- 11月13日、ベルーナドームにて開催された「ブシロード15周年記念ライブ in ベルーナドーム」に参加。
- 12月21日、湊友希那の声を元にしたCeVIO AI歌唱ソフト「夢ノ結唱 BanG Dream! AI Singing Synthesizer ROSE」発売。
- 12月30日、幕張メッセ国際展示場にて開催された「COUNTDOWN JAPAN 22/23」に参加。

### 2023年
- 2月5日、Morfonicaとの合同ライブ「BanG Dream! 11th☆LIVE 星空の夜想曲」を有明アリーナにて開催。
- 4月26日、13thシングル「THRONE OF ROSE」を発売。
- 5月4日、千葉市蘇我スポーツ公園にて開催された「JAPAN JAM 2023」に参加。
- 5月28日、RAISE A SUILENの単独ライブ「RAISE A SUILEN LIVE 2023「EXCLAMATION HIGHLAND」」にオープニングアクトとして参加。
- 8月25日、さいたまスーパーアリーナにて開催された「Animelo Summer Live 2023 -AXEL-」に参加。
- 9月16日・17日、単独ライブ「Farbe」を有明アリーナにて開催。
- 12月13日、14thシングル「VIOLET LINE」を発売。
- 12月21日、湊友希那の声を元にしたSynthesizer V AI歌唱ソフト「Synthesizer V AI 夢ノ結唱 ROSE」発売。
- 12月29日、幕張メッセ国際展示場にて開催された「COUNTDOWN JAPAN 23/24」に参加。

### 2024年
- 2月17日-6月30日、自身初となるライブツアーを全国5都市8公演で開催。
- 8月3日、ツアー追加公演として、単独ライブとしては初の海外公演となる上海公演を開催。

## 音楽スタイル
2020年6月からRoseliaのバンドプロデューサーを務める濵口直也は、同バンドの音楽性がかなりとがっているとSPICEとのインタビューの中で話しており、その具体例として「ゴシックな雰囲気」や、マイナー調の曲調を挙げている。
サウンド面では、スピード感と宗教的な雰囲気を出すために、チャーチオルガンやストリングス、チューブラーベルの音色が取り入れられている。また、重さを出すためにメタルミュージックの要素も取り入れられている。
技術面においては同期演奏という手法が取られており、バンドの普段の練習にはマニピュレーターや各機材の担当者も同席している。
濱口によると、メンバーが楽器担当者やマニピュレーターに相談したり提案することがあると話している。
たとえば、ベース担当の中島の場合、スラップ奏法をしやすくするため、フィンガーランプというパーツをベースにつけたいと担当者に相談したとされている。

### ステージ・パフォーマンス
バンドの世界観に沿うため、ライブにおいては照明で荘厳な雰囲気を出したり、メンバーの入場曲にクラシック音楽を用いるなどの演出が取られている。
濱口は、他のバンドの演出は曲単位で指定しているのに対し、Roseliaは歌詞を書き出したうえで場面ごとに演出を指定していると述べている。
演出面においても、メンバーがバンドマンとしてライブを作るという姿勢があらわれており、たとえば、ボーカル担当の相羽あいなはMC中の水分補給も演出の一部として組み込んでおり、そこから逆算してMCの構成を組み立てている。

## タイアップ曲
| 楽曲                   | タイアップ                                                                               | 時期   |
| ---------------------- | ---------------------------------------------------------------------------------------- | ------ |
| 熱色スターマイン       | OVA『BanG Dream!』エンディングテーマ                                                     | 2017年 |
| -HEROIC ADVENT-        | テレビアニメ『カードファイト!! ヴァンガードG Z』エンディングテーマ                       | 2017年 |
| Legendary              | テレビアニメ『カードファイト!! ヴァンガード（新シリーズ）』オープニングテーマ            | 2018年 |
| BRAVE JEWEL            | テレビアニメ『BanG Dream! 2nd Season』オープニングテーマ                                 | 2019年 |
| BRAVE JEWEL            | テレビ番組『バンドリ!TV』オープニングテーマ                                              | 2019年 |
| BRAVE JEWEL            | 劇場版アニメ「BanG Dream! FILM LIVE」挿入歌                                              | 2019年 |
| Safe and Sound         | テレビアニメ『BanG Dream! 2nd Season』エンディングテーマ                                 | 2019年 |
| LOUDER                 | テレビアニメ『BanG Dream! 2nd Season』挿入歌                                             | 2019年 |
| LOUDER                 | 劇場版アニメ「BanG Dream! FILM LIVE」挿入歌                                              | 2019年 |
| LOUDER                 | テレビアニメ『BanG Dream! 3rd Season』挿入歌                                             | 2020年 |
| LOUDER                 | 劇場版アニメ『BanG Dream! Episode of Roselia II：Song I am』挿入歌                       | 2021年 |
| BLACK SHOUT            | 劇場版アニメ『BanG Dream! Episode of Roselia I：約束』挿入歌                             | 2021年 |
| BLACK SHOUT            | テレビアニメ『BanG Dream! 2nd Season』挿入歌                                             | 2019年 |
| BLACK SHOUT            | 劇場版アニメ「BanG Dream! FILM LIVE」挿入歌                                              | 2019年 |
| Determination Symphony | テレビアニメ『BanG Dream! 2nd Season』挿入歌                                             | 2019年 |
| Determination Symphony | テレビアニメ『BanG Dream! 3rd Season』挿入歌                                             | 2020年 |
| Determination Symphony | 劇場版アニメ「BanG Dream! FILM LIVE 2nd Stage」挿入歌                                    | 2021年 |
| FIRE BIRD              | テレビアニメ『BanG Dream! 2nd Season』挿入歌                                             | 2019年 |
| FIRE BIRD              | テレビ番組『バンドリ!TV』オープニングテーマ                                              | 2019年 |
| FIRE BIRD              | 劇場版アニメ「BanG Dream! FILM LIVE」挿入歌                                              | 2019年 |
| FIRE BIRD              | テレビアニメ『BanG Dream! 3rd Season』挿入歌                                             | 2020年 |
| Ringing Bloom          | テレビ番組『バンドリ!TV』エンディングテーマ                                              | 2019年 |
| Avant-garde HISTORY    | テレビアニメ『BanG Dream! 3rd Season』挿入歌                                             | 2020年 |
| Avant-garde HISTORY    | 劇場版アニメ「BanG Dream! FILM LIVE 2nd Stage」挿入歌                                    | 2021年 |
| ZEAL of proud          | テレビアニメ『カードファイト!! ヴァンガード overDress』オープニングテーマ                | 2021年 |
| Proud of oneself       | 劇場版アニメ『BanG Dream! Episode of Roselia I：約束』オープニングテーマ                 | 2021年 |
| overtuRe               | 劇場版アニメ『BanG Dream! Episode of Roselia I：約束』エンディングテーマ                 | 2021年 |
| Re:birth day           | 劇場版アニメ『BanG Dream! Episode of Roselia I：約束』挿入歌                             | 2021年 |
| Neo-Aspect             | 劇場版アニメ『BanG Dream! Episode of Roselia I：約束』挿入歌                             | 2021年 |
| Sing Alive             | 劇場版アニメ『BanG Dream! Episode of Roselia II：Song I am』オープニングテーマ           | 2021年 |
| Singing "OURS"         | 劇場版アニメ『BanG Dream! Episode of Roselia II：Song I am』エンディングテーマ           | 2021年 |
| 約束                   | 劇場版アニメ『BanG Dream! Episode of Roselia II：Song I am』挿入歌                       | 2021年 |
| "UNIONS" Road          | 劇場版アニメ『BanG Dream! Episode of Roselia II：Song I am』挿入歌                       | 2021年 |
| Song I am              | 劇場版アニメ『BanG Dream! Episode of Roselia II：Song I am』挿入歌                       | 2021年 |
| R                      | 劇場版アニメ「BanG Dream! FILM LIVE 2nd Stage」挿入歌                                    | 2021年 |
| 紫炎                   | テレビアニメ『カードファイト!! ヴァンガード Divinez デラックス決勝編』エンディングテーマ | 2025年 |

## 参加イベント
- ミルキィホームズ&ブシロード10周年&スクフェス4周年記念ライブ in横浜アリーナ（横浜アリーナ、2017年4月30日[40]）
- Animelo Summer Live 2017 THE CARD（さいたまスーパーアリーナ、2017年8月25日） - Roselia from BanG Dream!として参加[41]
- BanG Dream!×ミルキィホームズ×けものフレンズ ハウステンボス スペシャルライブ 2018（ハウステンボス、2018年2月11日[42]）
- バンドリーマー感謝キャラバン（日本全国、2018年9月2日 - 2018年11月25日）
- CharaExpo USA 2018（アメリカカルフォルニア州アナハイムコンベンションセンター、2018年11月10日、11日）
- BanG Dream! 6th☆LIVE Brave New World（両国国技館、2018年12月7日）オープニングアクト
- バンドリ！ラジオ祭り！（パシフィコ横浜 国立大ホール、2019年2月8日）
- 「バンドリ！ ラジオ祭り！」RADIO SHOUT!×RADIO R･I･O･T（舞浜アンフィシアター、2019年5月14日）
- Poppin’Party×SILENT SIREN対バンライブ『NO GIRL NO CRY』（メットライフドーム、2019年5月18日）ゲストアクト
- ガルパーティ！&スタリラ祭 2019 in池袋（池袋サンシャインシティ、2019年6月8日、6月9日）
- BILIBILI MACRO LINK-STAR PHASE 2019（メルセデス・ベンツアリーナ、2019年7月21日）
- Animelo Summer Live 2019 -STORY-（さいたまスーパーアリーナ、2019年8月30日）
- ANIMAX MUSIX 2019 KOBE（神戸ワールド記念ホール、2019年10月27日）
- Chara Expo USA 2019（アメリカカルフォルニア州アナハイムコンベンションセンター、2019年12月7日、8日）
- RADIO EXPO 〜TBSラジオ万博2020〜（パシフィコ横浜展示ホール、2020年2月11日）
- BanG Dream! Special☆LIVE Girls Band Party! 2020（メットライフドーム、2020年5月3日）※開催延期
- COUNTDOWN JAPAN 20/21（幕張メッセ国際展示場1〜11ホール、イベントホール、2020年12月30日）※開催中止
- オダイバ!!超次元音楽祭 - ヨコハマからハッピーバレンタインフェス2021編（ぴあアリーナMM、2021年2月14日）
- BanG Dream! Girls Talk Party! 2021（オンライン配信 2021年6月5日、6日）
- ANIMAX MUSIX 2021（横浜アリーナ、2021年11月20日）
- ブシロード15周年記念ライブ in ベルーナドーム（ベルーナドーム、2022年11月13日）[43]
- COUNTDOWN JAPAN 22/23（幕張メッセ国際展示場、2022年12月30日）
- JAPAN JAM 2023（千葉市蘇我スポーツ公園、2023年5月4日）
- RAISE A SUILEN LIVE 2023「EXCLAMATION HIGHLAND」（富士急ハイランド・コニファーフォレスト、2023年5月28日）ゲストアクト
- Animelo Summer Live 2023 -AXEL-（さいたまスーパーアリーナ、2023年8月25日）
- COUNTDOWN JAPAN 23/24（幕張メッセ国際展示場、2023年12月29日）
- LuckyFes 2024 (国営ひたち海浜公園、2024年7月14日)
- Ave Mujica 4th LIVE（武蔵野の森総合スポーツプラザ、12月15日）ゲストアクト
- Animelo Summer Live 2025 “ThanXX!”（さいたまスーパーアリーナ（埼玉県）、2025年8月31日（予定））

## ラジオ
『RoseliaのRADIO SHOUT!』は2017年10月18日よりHiBiKi Radio Stationにて配信中のWebラジオ番組。毎週水曜日更新。パーソナリティは工藤晴香（氷川紗夜 役）、櫻川めぐ（宇田川あこ 役）。
2018年、第4回『アニラジアワード』最優秀女性ラジオ賞の新人部門にノミネートされた。
前述のように、ニッポン放送にて2019年9月30日より『バンドリ!ポッピンラジオ!』『RoseliaのRADIO SHOUT!』『RAISE A SUILENのRADIO R･I･O･T』の3番組が3ヶ月ごとにローテーション放送を実施。『RoseliaのRADIO SHOUT!』は2020年1月6日より3月30日まで毎週月曜日に放送された。3月16日までは20:20 - 20:50の時間帯に放送されたが、3月23日と30日はナイターシーズンに伴う改編に伴い10分遅い20:30 - 21:00に放送。アシスタントはニッポン放送アナウンサーの吉田尚記。『ポッピンラジオ!』同様に、北日本放送にも同時ネットされたが、前述の理由により3月16日を以ってネットを終了した。
2021年4月5日よりニッポン放送での放送が再開され、6月28日まで放送された。放送時間は月曜日の20:30 - 21:00で、当初からニッポン放送のみのローカル放送となっている。このほか、4月10日のプロ野球中継の放送枠（当日は全試合がデーゲームで中継カードなし）を利用して、19:00 - 21:00に特別編『RoseliaのRADIO SHOUT〜約束SP〜』が放送された。
| ゲスト                            | 出演回                                                                                                 |
| --------------------------------- | --- |
| 相羽あいな（湊友希那 役）         | #7・8・23・24・29・41・42・47・48・52・70・71・73・94・95・134・146・135・147・162・163・200・201・235 |
| 明坂聡美（白金燐子 役〈初代〉）   | #12・13・30・47・48                                                                                    |
| 遠藤ゆりか（今井リサ 役〈初代〉） | #20・30                                                                                                |
| 愛美（戸山香澄 役）               | #23・196・197                                                                                          |
| 中島由貴（今井リサ 役〈2代目〉）  | #34・47・48・51・52・64・65・73・80・81・94・95・122・146・163・236                                    |
| 三澤紗千香（青葉モカ 役）         | #55 |
| Raychell（レイヤ 役）             | #61・62                                                                                                |
| 倉知玲鳳（パレオ 役）             | #61・62                                                                                                |
| 志崎樺音（白金燐子 役〈2代目〉）  | #63・64・65・73・94・95・108・109・120・121・147・173                                                  |
| 佐倉綾音（美竹蘭 役）             | #194                                                                                                   |
| 豊田萌絵（松原花音 役）           | #222・223                                                                                              |

| ニッポン放送（NRN） 月曜 20:20 - 20:50 | ニッポン放送（NRN） 月曜 20:20 - 20:50                                     | ニッポン放送（NRN） 月曜 20:20 - 20:50 |
| 前番組 | 番組名                                                                     | 次番組 |
| --- | -------------------------------------------------------------------------- | --- |
| ポッピンラジオ! | RoseliaのRADIO SHOUT （2020年1月6日 - 3月16日）                            | ※これ以降、通年編成に移行 ARGONAVIS ナビゲーターラジオ （20:00 - 20:30）RoseliaのRADIO SHOUT （20:30 - 20:50） ※10分繰り下げ、ネット局は打ち切り |
| ニッポン放送 月曜 20:30 - 21:00 |                                                                            | |
| RoseliaのRADIO SHOUT （20:20 - 20:50） ※10分繰り下げ、ネット局は打ち切りT.M.Revolution 西川貴教のちょこっとナイトニッポン （20:50 - 21:00） ※通年で火 - 金曜の放送に縮小 | RoseliaのRADIO SHOUT （2020年3月23日 - 3月30日） ※これ以降、通年編成に移行 | RAISE A SUILENのRADIO R･I･O･T |
| RAISE A SUILENのRADIO R･I･O･T | RoseliaのRADIO SHOUT （2021年4月5日 - 6月28日）                            | RAISE A SUILENのRADIO R･I･O･T |

## 雑誌掲載
- Entzünden

月刊ギグス2018年10月号（8月27日発売号）より掲載の不定期連載プロジェクト。Entzünden（日本語で"発火"という意味）の名前の通り、これから楽器を始めたり、挫折してしまった人へ向けた特別企画である。

## 書籍
写真集
- Roselia写真集「Ehre」（2018年8月31日）

トレーディングカード
- Voice Actor Card Collection
  - EX VOL.01 Roselia『Edel Rose』（2021年4月23日、ブシロードメディア）
  - EX VOL.03 Roselia『Edel RoseII』（2022年5月21日、ブシロードクリエイティブ）